# مستنصر عباسی
مستنصر خلیفه عباسی در بغداد بود که از سالهای ۱۲۲۶ تا ۱۲۴۲ فرمان راند. او پسر ابونصر محمد ظاهر و نواده ابوالعباس احمد ناصر بود. او شخصی مداراگر و خوشخو بود؛ اما خلافتش صرفاً نمادین بود و در عمل قدرتی نداشت. او مدرسه مستنصریه را در بغداد بر کرانه رود دجله در جانب شرقی ساخت.
مستنصر در سال ۶۴۰ هجری/۱۲۴۲ میلادی در بغداد درگذشت.